# Metapone

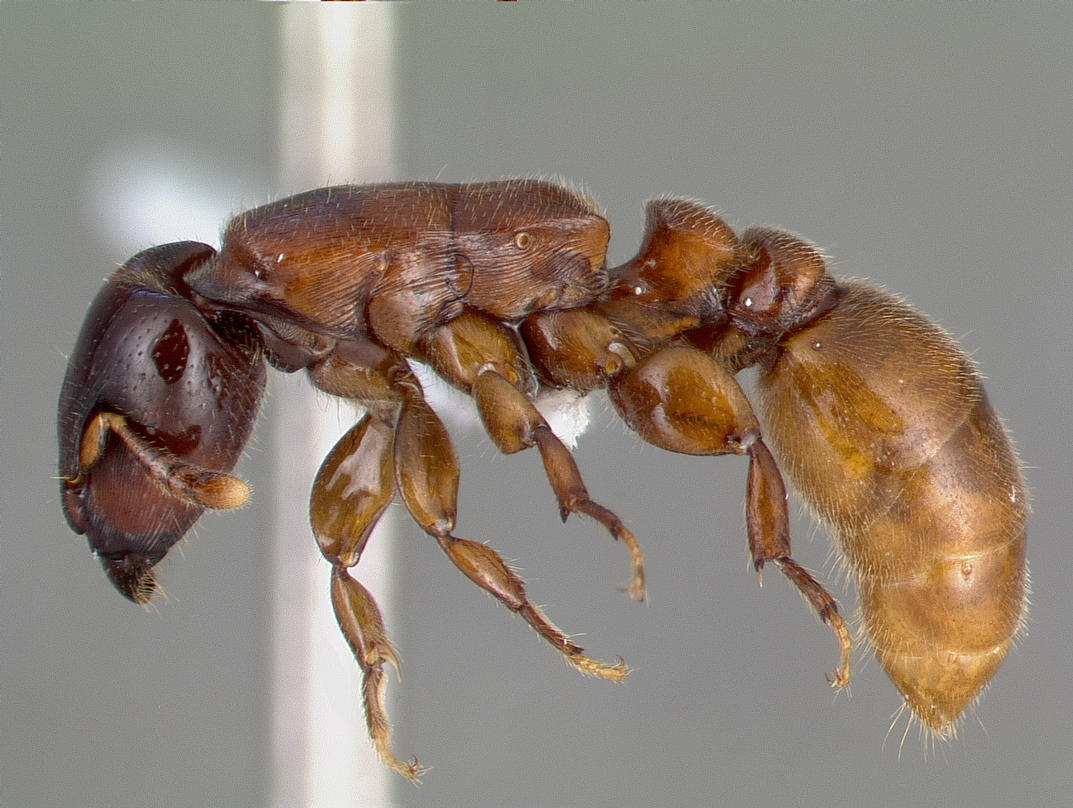
Metapone madagascarica

Metapone (лат.) — род термитофильных мелких муравьёв (Formicidae) из подсемейства Myrmicinae. Около 30 видов.

## Распространение
Юго-восточная Азия. Австралия. Мадагаскар. Всего на Мадагаскаре обнаружено 3 вида рода (M. emersoni, M. madagascarica, M. vincimus). 4 вида найдены в Австралии (M. leae, M. mjobergi, M. tillyardi, M. tricolor).

## Описание
Мелкие коренастые муравьи (длина около 5—7 мм) бурого цвета. Отличаются очень коротким скапусом усиков, короткими ногами, вытянутой прямоугольной головой, толстыми бёдрами лапок и утолщёнными петиолем и постпетиолем. Усики 11-члениковые (булава 3-члениковая).
Необычная эргатоидная каста самцов обнаружена у вида Metapone madagascarica.
Metapone это одни из немногих муравьёв, у которых обнаружены гамэргаты. Представители рода связаны с термитами и древесиной. В своё время, живые колонии муравьев M. madagascarica и M. vincimus вместе с термитами были перевезены в Германию и содержались в лаборатории немецким мирмекологом Bert Holldobler (Wurzburg, Германия).
Например, несколько гнездовых серий муравьев Metapone vincimus были обнаружены внутри ствола дерева в ассоциации с древесным термитом Cryptotermes kirbyi (Kalotermitidae) на северо-востоке Мадагаскара.

## Систематика
Около 30 видов. Из-за необычных адаптаций род в XX веке был выделен в отдельную трибу Metaponini Forel, 1911.
Швейцарский мирмеколог Огюст Форель (1911) впервые описал род Metapone по рабочим и личинкам с куколками типового вида M. greeni Forel, собранного в Peradenyia (Шри-Ланка). С тех пор было описано два десятка видов Старого Света. Необычные адаптации к жизни в древесине вызывали споры по классификации этих муравьев. Форель вначале (1911) поместил их в Ponerinae, в отдельную секцию Promyrmicinae. Но вскоре Карл Эмери (1912) перенес этот род в подсемейство Myrmicinae. В последнее время рода Metapone, Liomyrmex, Vollenhovia и Xenomyrmex были включены в состав трибы Metaponini (Bolton, 1994, 1995). Однако позже род Metapone остался единственным представителем трибы Metaponini (Bolton, 2003).
В 2015 году в ходе молекулярно-филогенетического исследования и полной реклассификации всех мирмицин (Ward et al., 2015) Metaponini вошла в состав трибы Crematogastrini, принимаемой в широком таксономическом объёме (64 рода, включая трибы Cataulacini, Formicoxenini, Liomyrmecini, Melissotarsini, Meranoplini, Metaponini, Myrmecinini, Paratopulini, Pheidologetonini, Tetramoriini).
- Metapone africana Taylor & Alpert, 2016 — Габон
- Metapone bakeri Wheeler, 1916
- Metapone balinensis Taylor & Alpert, 2016 — Бали, Индонезия
- Metapone emersoni Gregg, 1958 — Мадагаскар[7]
- Metapone enigmatica Taylor & Alpert, 2016 — с.-в. Новая Гвинея
- Metapone gracilis Wheeler, 1935
- Metapone greeni Forel, 1911 typus — Шри-Ланка[1]
  - =Metapone johni Karavaiev, 1933[8]
- Metapone hewitti Wheeler, 1919
- Metapone hoelldobleri Taylor & Alpert, 2016 — Австралия
- Metapone jacobsoni Crawley, 1924 — Суматра
  - =Metapone nicobarensis Tiwari & Jonathan, 1986 (Great Nicobar Island)[9]
- Metapone javana Taylor & Alpert, 2016 — Ява, Индонезия
- Metapone krombeini Smith, 1947
- Metapone leae Wheeler, 1919
- Metapone madagascarica Gregg, 1958 — Мадагаскар
- Metapone manni Taylor & Alpert, 2016 — Фиджи, Viti Levu
- Metapone mathinnae Taylor & Alpert, 2016 — Тасмания, Flinders Island
- Metapone mjobergi Forel, 1915[10]
- Metapone philwardi Taylor & Alpert, 2016 — с.-в. Новая Гвинея
- Metapone salomonis Taylor & Alpert, 2016 — Соломоновы острова, Guadalcanal
- Metapone sauteri Forel, 1912[11]
- Metapone tillyardi Wheeler, 1919[12]
- Metapone tecklini Taylor & Alpert, 2016 — Австралия
- Metapone titan Taylor & Alpert, 2016 — Папуа Новая Гвинея, New Ireland
- Metapone tricolor McAreavey, 1949
- Metapone truki Smith, 1953[13]
- Metapone vincimus Alpert, 2007[5]
- Metapone wallaceana Taylor & Alpert, 2016 — Индонезия, Lombok